# Cortinariaceae
Famille
Les cortinariacées sont une famille de champignons basidiomycètes dans le clade VI Agaricoïde de l'ordre des Agaricales.

## Classement phylogénétique

### Emplacement des Cortinariaceae

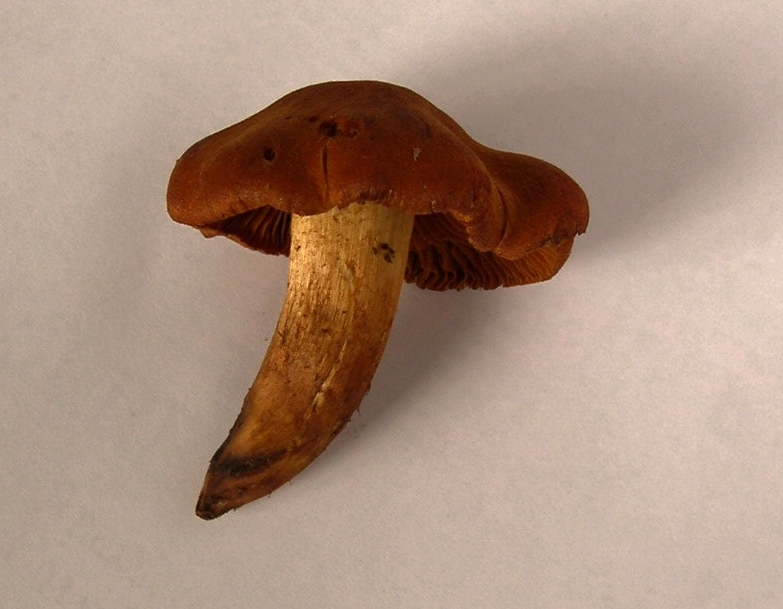
Cortinarius orellanus

- Clade des Athéloïdes
  - Boletales, Clade des Bolets
  - Agaricales, Clade des Euagarics
    - Clade VI Agaricoïde
      - Agaricaceae
        - Nidulariaceae
        - Cystodermateae

      - Psathyrellaceae
      - Hydnangiaceae
        - Bolbitiaceae

        - Cortinariaceae Strictus senso
          - 
            - Cortinarius

          - Gymnopileae

## Classement linnéen de la famille desCortinariaceae
- Genre  Anamika
- Genre  Cortinarius
- Genre  Cribbea
- Genre  Dermocybe
- Genre  Descolea ⇒ Bolbitiaceae
- Genre  Descomyces
- Genre  Hemistropharia
- Genre  Mackintoshia
- Genre  Nanstelocephala
- Genre  Phaeocollybia
- Genre  Protoglossum
- Genre  Pyrrhoglossum
- Genre  Quadrispora
- Genre  Stephanopus
- Genre  Thaxterogaster